# Stiby Sissa
Der Bautastein Stiby Sissa ist ein etwa zwei Meter hoher Menhir an der Westseite des 123 ha großen Naturschutzgebietes Stiby Backe im Westen des Dorfes Stiby, etwa einen Kilometer nordwestlich von Hällevik, bei Sölvesborg auf der Halbinsel Listerlandet im Westen von Blekinge in Schweden.
Der Bautastein krönt einen flachen Grabhügel aus der frühen Eisenzeit. Der Hügel gehört wahrscheinlich zu einem einst größeren Gräberfeld und einer prähistorischen Siedlung. Deren Überreste sind im Laufe der Jahrhunderte durch landwirtschaftliche Kultivierung verschwunden. In der Nähe befinden sich weitere Grabhügel aus der Bronzezeit.
Vom Hügel aus überblickt man die Tiefebene zwischen den Dörfern Stiby und Istaby. Die Ebene entstand durch Gletscherabrieb, das Terrain hob sich nach dem Ende der Eiszeit und dem Abschmelzen der Gletscher über das Meeresniveau.
Der sagenhafte Menhir soll der Überlieferung zufolge auf den Duft von frisch gebackenem Brot reagieren und sich in die Richtung der Duftquelle drehen.